# Arirang
Arirang (tiếng Hàn: 아리랑; Hanja: 阿里郎; Hán-Việt: A Lý Lang) là một bài dân ca Triều Tiên, thường được xem là quốc ca không chính thức của Hàn Quốc, CHDCND Triều Tiên và dân ca của dân tộc Triều Tiên thuộc Cộng hoà Nhân dân Trung Hoa. Arirang là một từ cổ tiếng Hàn mà không có nghĩa trong tiếng hiện đại.
Tháng 12 năm 2012 bài hát được ghi tên vào Danh sách đại diện của Di sản văn hóa phi vật thể của nhân loại chương trình của UNESCO. Sau đó là một thông báo của Cục quản lý di sản văn hóa Hàn Quốc cho kế hoạch 5 năm quảng bá và bảo vệ bài hát. Kế hoạch này nhằm mục đích hỗ trợ tổ chức lễ hội "Arirang" của từng khu vực, như xây dựng một kho lưu trữ bài hát, triển lãm, quỹ nghiên cứu; số tiền lên đến 33.6 tỉ ₩.

## Nguyên gốc
Hầu hết phiên bản của bài hát mở đầu bằng cách mô tả công việc khó nhọc khi vượt qua một ngọn núi. "Arirang" là tên của sự vượt qua và chính vì điều đó nó được chọn làm tiêu đề của bài hát. Một số phiên bản của "Arirang" đề cập đến Mungyeong Saejae, là ngọn núi chính băng qua triều đại Joseon cổ con đường giữa Seoul và phía bắc tỉnh Gyeongsang.
Arirang vượt qua (아리랑 고개) là một điểm hẹn do tưởng tượng của những người đang yêu nhau trong vùng đất mơ mộng, mặc dù phải thực sự vượt qua những ngọn núi, được gọi là, "Arirang Gogae," bên ngoài cổng Đông nhỏ của Seoul. Nhân vật nữ chính của câu chuyện từ bài hát Arirang có nguồn gốc từ một cô gái giúp việc của Miryang. Trong thực tế, cô là mẫu người phụ nữ khiêm nhường bị giết chết bởi tình yêu đơn phương. Nhưng thời gian trôi qua, câu chuyện bi thảm dần được thay đổi thành tình yêu không được hồi đáp của người con gái và than thở về sự vô cảm của người cô yêu. Ca khúc có giai điệu ngọt ngào và hấp dẫn. Câu chuyện được kể lại từ "Miss Arirang" trong Truyện dân gian Hàn Quốc xưa (Korean Cultural Series, Vol. VI).

## Biến thể
Bài hát tồn tại nhiều phiên bản. Chúng có thể được nhóm lại thành các nhóm dựa theo lời bài hát, điệp khúc, bản chất của điệp khúc, giai điệu chung và nhiều tiêu chí khác. Tựa của nhiều phiên bản khác nhau thường được bắt đầu bằng tên của nơi xuất xứ hoặc một số điều quan trọng khác.
Bản nguyên gốc của Arirang là Jeongseon Arirang, bài đã được hát trên 600 năm nay. Tuy nhiên, bản nổi tiếng nhất lại là bản ở Seoul, Đại Hàn Dân Quốc. Tên của nó là Bonjo Arirang, dù rằng nó không phải là bản chuẩn (từ "bonjo"- 본조; 本調, nghĩa là "chuẩn"). Bản này thường được gọi đơn giản là Arirang và có lịch sử khá mới. Bản này nổi tiếng từ khi nó được sử dụng làm bản nhạc nền chính cho bộ phim nổi tiếng trước đây "Arirang" (1926). Bản nhạc nền này được gọi là Sin Arirang (Shin; có nghĩa là "mới") hoặc Gyeonggi Arirang theo tên của nguồn gốc của nó, Seoul, trước đây thuộc tỉnh Gyeonggi. (Các tựa Bonjo Arirang và Sin Arirang thỉnh thoảng cũng được dùng cho các phiên bản khác của bài hát.)
Các phiên bản dân gian của Arirang có lịch sử lâu đời và được xem là bản chuẩn là:
- Jeongseon Arirang, (정선 아리랑) - bài ả đào Arirang này có từ quận Jeongseon ở tỉnh Gangwon;
- Ả đào Jindo Arirang (진도 아리랑) từ quậnJindo ở tỉnh Nam Jeolla;
- Miryang Arirang (밀양 아리랑) từ Miryang ở tỉnh Nam Gyeongsang.
- Gangwondo Arirang (강원도 아리랑) có tiết tấu như một bài ả đào pansori ngắn hay bài hát có tính dã sử.
- Sangju Arirang  (상주 아리랑) - một bài ả đào pansori tương tự Gangwondo Arirang, Jindo Arirang

Paldo Arirang thường được sử dụng chung để đề cập đến nhiều phiên bản ở các vùng xa thuộc tám tỉnh thành lịch sử (Paldo).
Bên cạnh đó, một số biến thể khác của Arirang ở Bắc Triều Tiên gồm:
- Gangseongbuheung Arirang" (강성부흥 아리랑) và Tong Il Arirang  (통일 아리랑) có giai điệu vui tươi, hào hứng.
- Gunmin Arirang  (군민 아리랑) - nói về tình quân dân vùng Bắc Triều Tiên
- Seodo Arirang  (서도 아리랑), Yeongcheon Arirang (영천 아리랑), Cheolleong Arirang (철렁 아리랑) và Milyang Arirang (밀양 아리랑) với giai điệu nhẹ nhàng, trong sáng

## Dịch sang ngôn ngữ khác
Đến năm 2013, lời của bài hát vẫn chưa được dịch sang ngôn ngữ khác, buộc ca sĩ phải hát theo lời romaja quốc ngữ Hàn Quốc. Vào mùa thu năm 2013, một nhóm dịch thuật chuyên nghiệp và thông dịch viên từ Đại học Ngoại ngữ Hàn Quốc xuất bản lời bài hát "Arirang" trong 9 ngôn ngữ. Vào 3 tháng 12 năm 2013, giáo sư Jongsup Jun chỉ đạo một buổi hòa nhạc với tiêu đề "Let the World Sing Arirang in their Tongues", trong đó một dàn hợp xướng sinh viên Kyunggi nổi tiếng đã hát "Arirang" bằng tiếng Anh, tiếng Trung, tiếng Nhật, tiếng Pháp, tiếng Ý, tiếng Tây Ban Nha, tiếng Đức, tiếng Nga, tiếng Ả Rập và tiếng Hàn.

## Lời bài hát
Bảng dưới đây là lời điệp khúc (hai dòng đầu tiên; điệp khúc trước lời thứ nhất) và lời thứ nhất (dòng thứ ba và thứ tư) của phiên bản chuẩn trong Hangul, Romaja quốc ngữ (Tiếng Hàn), và bản dịch dựa theo tiếng Anh, tiếng Việt:
| Nguyên bản tiếng Hàn                                                                                | Romaja quốc ngữ | Tiếng Anh |
| 아리랑, 아리랑, 아라리요... 아리랑 고개로 넘어간다. 나를 버리고 가시는 님은 십리도 못가서 발병난다. | Arirang, Arirang, Arariyo... Arirang gogaero neomeoganda. Nareul beorigo gasineun nimeun Simnido motgaseo balbbyeongnanda. | Arirang, Arirang, Arariyo... Crossing over Arirang Pass. Dear who abandoned me [here] Shall not walk even ten li before his/her feet hurt. |

Phiên bản chuẩn của Arirang (Seoul Arirang hay Gyeonggi Arirang) gồm nhiều lời khác nhau, mặc dù các lời khác không thường xuyên hát lời thứ nhất. Dưới đây là sự khác nhau của các ca sĩ:
| Nguyên bản tiếng Hàn                              | Romaja quốc ngữ                                                       | Tiếng Anh | Tiếng Việt                                                                       |
| 청천하늘엔 잔별도 많고 우리네 가슴엔 희망도 많다  | Cheongcheonghaneuren chanbyeoldo manko Urine gaseumen huimangdo manta | Just as there are many stars in the clear sky, There are also many dreams in our heart.                      | Có bao nhiêu sao trên trời quang, Thì sẽ có bấy nhiêu mơ ước trong tim chúng ta. |
| 저기 저 산이 백두산이라지 동지 섣달에도 꽃만 피다 | Jeogi jeo sani Baekdusaniraji Dongji seotdaredo kkonman pinda         | There, over there that mountain is Baekdu Mountain, Where, even in the middle of winter days, flowers bloom. | Đó, ở đó là núi Baekdu, Nơi đó, ngay cả giữa mùa đông,những bông hoa vẫn nở.     |

### Lời phụ
Trong tất cả các phiên bản của bài hát, điệp khúc và mỗi câu có chiều dài bằng nhau. Trong một vài phiên bản, chẳng hạn như phiên bản chuẩn và Jindo Arirang, điệp khúc đầu tiên đứng trước lời thứ nhất, trong khi các phiên bản khác, bao gồm cả Miryang Arirang, điệp khúc đầu tiên theo sau lời thứ nhất. Có lẽ cách dễ nhất để nhận biết các phiên bản; ngoài giai điệu, các điểm khác nhau giữa các phiên bản là phần điệp khúc của lời bài hát. Trong bản chuẩn và một số bản khác, câu đầu tiên của phần điệp khúc là "Arirang, Arirang, arariyo...," trong khi cả hai bản Jindo Arirang và Miryang Arirang, câu đầu tiên của phần điệp khúc là "Ari arirang, seuri seurirang...." ("Arariyo" và "seurirang")
| Nguyên bản tiếng Hàn                          |
| 아리랑 아리랑 아라리요 아리랑 고개로 넘어간다 |

### Bonjo Arirang
|  | Tiếng Anh                                                                                           | Tiếng Việt |
|  | If you leave and forsake me, my own, Ere three miles you go, lame you'll have grown.                | Nếu rời bỏ tôi, mình ơi Nguyền cho người bị què quặt suốt 3 dặm người đi.                                                    |
|  | Wondrous time, happy time—let us delay; Till night is over, go not away.                            | Thời gian diệu kỳ, thời gian hạnh phúc, xin hãy ngừng trôi; Khi đêm hết, xin đừng đi.                                        |
|  | Arirang Mount is my Tear-Falling Hill, So seeking my love, I cannot stay still.                     | Ngọn núi Arirang chính là nước mắt ta rơi xuống thành đồi, Thế nên, nếu phải tìm kiếm người tôi yêu, tôi không thể đứng yên. |
|  | The brightest of stars stud the sky so blue; Deep in my bosom burns bitterest rue.                  | Những vì sao sáng nhất rải khắp bầu trời một màu xanh thẳm; Niềm hối tiếc cay đắng đốt cháy đáy lòng tôi.                    |
|  | Man's heart is like water streaming downhill; Woman's heart is well water—so deep and still.        | Trái tim đàn ông như nước chảy xuôi dòng; Trái tim phụ nữ là nước giếng khơi- thật sâu và lặng.                              |
|  | Young men's love is like pinecones seeming sound, But when the wind blows, they fall to the ground. | Trái tim chàng trai trẻ như trái thông, nhìn thì thật tuyệt Nhưng khi gió thổi, chúng liền rớt xuống đất.                    |
|  | Birds in the morning sing simply to eat; Birds in the evening sing for love sweet.                  | Chim buổi sáng ríu rít chỉ để đòi ăn; Chim buổi tối hót vang vì mật ngọt tình yêu.                                           |
|  | When man has attained to the age of a score, The mind of a woman should be his love.                | Khi các chàng trai đến tuổi trưởng thành, Hy vọng rằng chàng yêu cả tâm trí của phụ nữ.                                      |
|  | The trees and the flowers will bloom for aye, But the glories of youth will soon fade away.         | Cây và hoa nở sẽ nở vĩnh viễn, Nhưng vinh quang tuổi trẻ sẽ sớm tắt.                                                         |

### Miryang Arirang
|  | Tiếng Anh | Tiếng Việt |
|  | Look on me! Look on me! Look on me! In midwinter, when you see a flower, please think of me! Chorus: Ari-arirang! Ssuri-Ssurirang! Arariga nanne! O'er Arirang Pass I long to cross today. | Hãy nhìn ta! Hãy nhìn ta! Hãy nhìn ta! Vào giữa mùa đông, khi người ngắm một đóa hoa, xin hãy nghĩ về ta! Điệp khúc: Ari-arirang! Ssuri-Ssurirang! Arariga nanne! O'er Arirang Ngọn đèo ta mong mỏi được đi qua hôm nay. |
|  | Moonkyung Bird Pass has too many curves Winding up, winding down, in tears I go. | Đèo Chim Moonkyung có quá nhiều khúc quanh Lượn lên, lượn xuống, ta đi trong lệ sầu. |
|  | Carry me, carry me, carry me and go! When flowers bloom in Hanyang, carry me and go. | Mang tôi đi, mang tôi đi, mang tôi đi! Khi hoa nở ở, xin hãy mang tôi đi. |

### Gangwondo Arirang
|  | Tiếng Anh | Tiếng Việt |
|  | Castor and camellia, bear no beans! Deep mountain fair maidens would go a-flirting. Chorus: Ari-Ari, Ssuri-Ssuri, Arariyo! Ari-Ari Pass I cross and go. | Thầu dầu và trà không hề đậu quả! Thiếu nữ dưới chân núi sẽ đi tán tỉnh Điệp khúc: Ari-Ari, Ssuri-Ssuri, Arariyo! Ari-Ari Những ngọn đèo tôi đi, tôi qua. |
|  | Though I pray, my soya field yet will bear no beans; Castor and camellia, why should you bear beans?                                                    | Dù tôi cầu nguyện, cánh đồng đậu tương của tôi cũng chưa chịu ra quả; Thầu dầu và trà, người sẽ thấy chúng đậu quả chứ?                                   |
|  | When I broke the hedge bush stem, you said you'd come away; At your doorway I stamp my feet, why do you delay?                                          | Khi tôi đi tỉa bụi cỏ, người nói người sẽ đi xa; Tại bậc thềm nhà người, tôi đứng chôn chân, sao người vẫn trì hoãn chưa muốn trở về?                     |
|  | Precious in the mountains are darae and moroo; Honey sweet to you and me would be our love so true.                                                     | Thứ quý giá trên núi là darae và moroo; Mật ong ngọt ngào nói với người và tôi rằng, tình yêu chúng ta là chân thật.                                      |
|  | Come to me! Come to me! Come and join me! In a castor and camellia garden we'll meet, my love!                                                          | Đến với tôi! Đến với tôi! Đến cùng tôi! Ở vườn thầu dầu và vườn trà, chúng ta sẽ gặp nhau, người yêu dấu hỡi!                                             |

## Hợp tác với Hoa Kỳ
Chính phủ Hàn Quốc chỉ định Arirang là ca khúc diễu hành chính thức của Sư đoàn bộ binh Quân đội Hoa Kỳ từ 26 tháng 5 năm 1956,
Vào 26 tháng 2 năm 2008, New York Philharmonic trình diễn Arirang ở Bắc Triều Tiên.

### Nghe
- Podcast: The Case of Arirang: How the Anthem of Korean Resistance Became a Japanese Pop Hit
- The Von Trapp Children singing "Arirang" on their A Cappella album Lưu trữ ngày 16 tháng 2 năm 2012 tại Wayback Machine
- Jindo Arirang/South Korean version